# Сухопутные войска Ирландии
Сухопутные войска Ирландии или Ирландская армия (ирл. Arm na hÉireann, англ. Irish Army) — вид вооружённых сил Ирландии.

## Организация

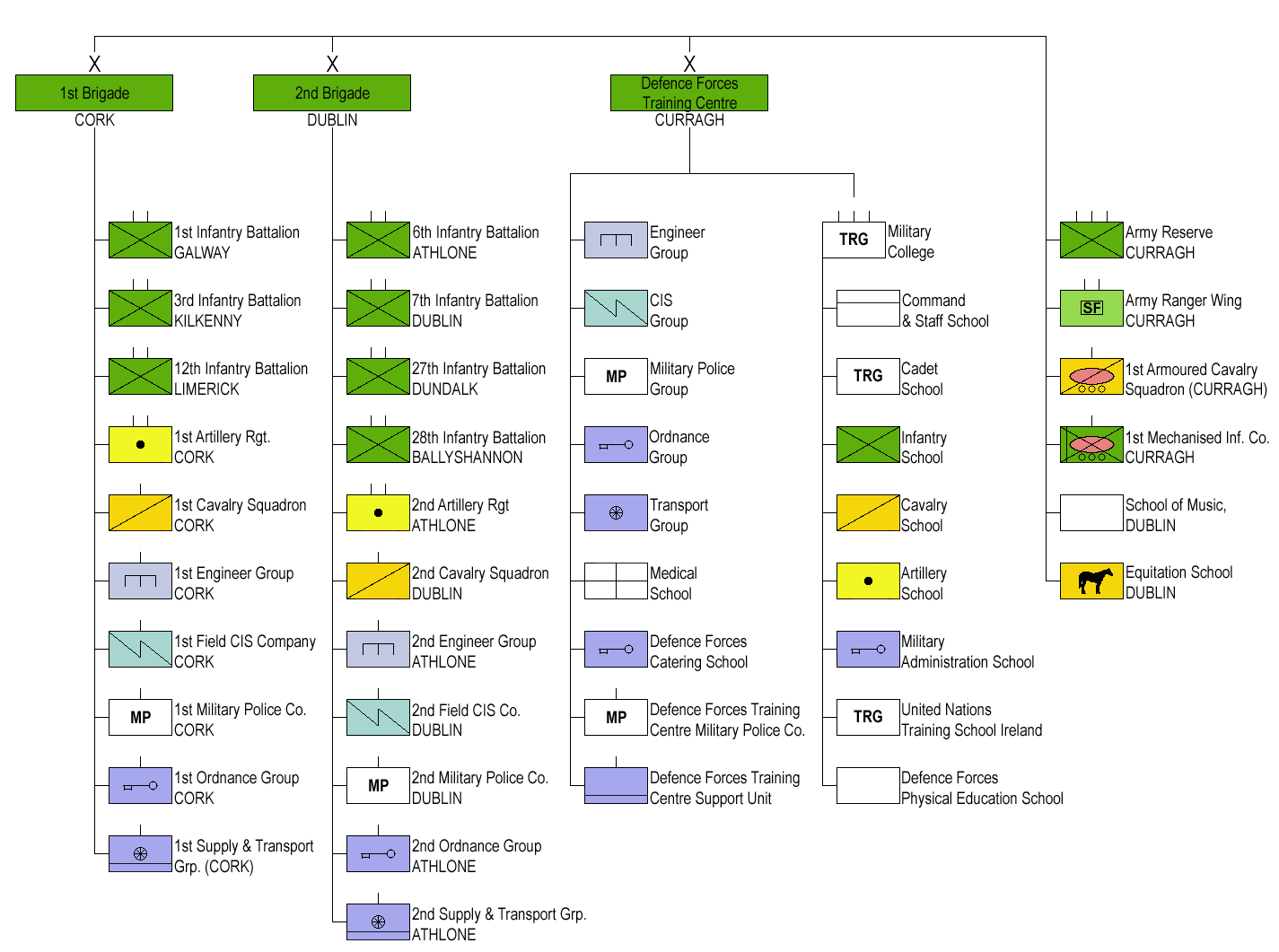
Организация сухопутных войск Ирландии

Территория страны разделена в административном и оперативном отношении на три области, в каждой из которых дислоцирована одна пехотная бригада:
- 1-я бригада[англ.] — штаб г. Корк.
- 2-я бригада[англ.] — штаб г. Дублин.

Кроме того имеется учебный центр и база обеспечения в Куррахе (Curragh).
Пехотная бригада включает три пехотных батальона, артиллерийский полк, разведывательный (кавалерийский) эскадрон, инженерную роту, роту связи, батальон материального обеспечения, бригадный учебный центр, роту военной полиции.
Пехотный батальон состоит из штабной роты, трех пехотных рот, роты поддержки.
Пехотная рота состоит из трех пехотных взводов и взвода оружия (с противотанковыми, пулемётными и миномётными отделениями).
Рота поддержки состоит из противотанковых, пулемётных, миномётных, штурмовых инженерных и разведывательных подразделений.
Штабная рота состоит из подразделений административных, материально-технического обеспечения, связи и транспортных.
Артиллерийский полк бригады состоит из трёх полевых батарей по 6 105-мм орудий в каждой.
Бронекавалерийский эскадрон состоит из трех разведывательных взводов, взвода поддержки, административного взвода.
Учебный центр состоит из военного колледжа, колледжа боевого обеспечения, колледжа технического и тылового обеспечения, подразделение обеспечения, базы обеспечения, роты военной полиции, роты БТР, роты специального назначения (Sciathán Fianóglach an Airm), полк ПВО, бронекавалерийский эскадрон.
Военный колледж предназначен для подготовки специалистов боевых подразделений и общевойсковых соединений. Колледж включает четыре школы: командно-штабную, пехотную, миротворческую ООН, кадетскую.
Колледж боевого обеспечения включает четыре школы: артиллерийскую, кавалерийскую (бронекавалерийскую), связи, инженерную.
Колледж технического и тылового обеспечения включает семь школ: транспортную и технического обслуживания автомобилей, оружейную, военно-административную, военной полиции, медицинскую, физической подготовки, снабжения.
Подразделение обеспечения включает: секцию личного состава, группу материально-технического обеспечения, взвод учебного оборудования, транспортную роту, медицинское отделение, отделение связи, оружейное отделение.
База обеспечения включает три ремонтные цеха: колесной техники, связи, оружия.
Рота военной полиции включает: патрульный взвод, секцию расследования, гауптвахту и управление.

## Рода войск
Боевые войска
- пехота[англ.]

Войска боевого обеспечения
- артиллерия[англ.] (включает полевую артиллерию и ПВО)
- кавалерия[англ.] (бронекавалерийские части)
- инженерные войска[англ.]
- войска связи[англ.] (включает IT-специалистов)

Войска технического и тылового обеспечения
- оружейная служба[англ.]
- медицинская служба[англ.]
- транспортная служба[англ.]
- военная полиция[англ.]

Разведывательной деятельностью занимается Директорат военной разведки.

## Вооружение и военная техника

### Стрелковое оружие
- 5,56-мм автоматическая винтовка Steyr AUG A1
- 7,62-мм единый пулемёт FN MAG
- 12,7-мм крупнокалиберный пулемёт M2HB Browning
- 7,62-мм снайперская винтовка AI96
- 40-мм подствольный противопехотный гранатомет M203

### Военная техника
| Изображение                 | Тип                                        | Производство                | Назначение                                                                     | Количество                  | Примечания |
| Боевые бронированные машины | Боевые бронированные машины                | Боевые бронированные машины | Боевые бронированные машины                                                    | Боевые бронированные машины | Боевые бронированные машины |
| --------------------------- | ------------------------------------------ | --------------------------- | ------------------------------------------------------------------------------ | --------------------------- | --- |
|                             | MOWAG Piranha IIIH 30mm MOWAG Piranha IIIH | Швейцария                   | Боевая разведывательная машина                                                 | 6 18                        | MOWAG Piranha IIIH является крупнее и тяжелее чем MOWAG Piranha IIIH 30mm. Это обеспечивает им более высокую степень защиты и позволяет нести более мощное оружие и оборудование. |
|                             | MOWAG Piranha III                          | Швейцария                   | Бронетранспортёр Командно-штабная машина Бронированная медицинская машина БРЭМ | 45 8 2 1                    | Всего на вооружении стоит 56 машин. |
|                             | RG-32M                                     | ЮАР                         | Бронеавтомобиль                                                                | 27                          | |
| Лёгкий автотранспорт        |                                            |                             |                                                                                |                             | |
|                             | ACMAT VLRA                                 | Франция                     | Машина специальной разведки                                                    | 3                           | Используется армейскими рейнджерами. |
|                             | Mowag Eagle                                | Швейцария                   | Машина специальной разведки                                                    | Неизвестное количество      | В лизинге у Германии. Используется армейскими рейнджерами в миссии ООН в Мали. |
|                             | Ford F350                                  | США                         | Машина специальной разведки                                                    | 12                          | Серьёзно переработанная гражданская версия, вооружённая и оснащённая специальным оборудованием. Используется армейскими рейнджерами.                                              |
| Противотанковые комплексы   |                                            |                             |                                                                                |                             | |
|                             | FGM-148 Javelin                            | США                         | ПТРК                                                                           | Неизвестное количество      | |
|                             | AT4                                        | Швеция                      | Противотанковый гранатомёт                                                     | Неизвестное количество      | |
|                             | Carl Gustaf                                | Швеция                      | Противотанковый гранатомёт                                                     | Неизвестное количество      | |
| Артиллерия                  |                                            |                             |                                                                                |                             | |
|                             | L118                                       | Великобритания              | 105-мм буксируемая гаубица                                                     | 17                          | |
|                             | L119                                       | Великобритания              | 105-мм буксируемая гаубица                                                     | 6                           | |
|                             | Ruag M87                                   | Швейцария                   | 120-мм миномёт                                                                 | 24                          | |
|                             | Brandt                                     | Франция                     | 81-мм миномёт                                                                  | 84                          | |
|                             | Denel Vektor M1                            | ЮАР                         | 60-мм миномёт                                                                  | Неизвестное количество      | |
| ПВО                         |                                            |                             |                                                                                |                             | |
|                             | RBS 70                                     | Швеция                      | ПЗРК                                                                           | Неизвестное количество      | |
|                             | Bandvagn 206                               | Швеция                      | Радар / транспорт для RBS 70                                                   | 3                           | Оснащен радаром Saab GIRAFFE Mk IV для поиска и сопровождения целей ракетного комплекса RBS 70.                                                                                   |
| БПЛА                        |                                            |                             |                                                                                |                             | |
|                             | Aeronautics Orbiter                        | Израиль                     | БПЛА разведчик                                                                 | 14 единиц                   | Изначально было закуплено 6 БПЛА, после потери 4 былу куплены ещё 12. |

## Воинские звания и знаки различия

### Солдаты и унтер-офицеры
- рядовой
- рядовой 2 звезды
- рядовой 3 звезды
- капрал
- сержант
- ротный сержант-квартирмейстер
- ротный сержант
- батальонный сержант-квартирмейстер
- батальонный сержант

### Офицеры
- второй лейтенант
- лейтенант
- капитан
- командант
- подполковник
- полковник
- бригадный генерал
- генерал-майор
- генерал-лейтенант